# Generative Linguistik
Die generative Linguistik ist ein Teilgebiet der Linguistik, das sich des Konzeptes der generativen Grammatik bedient. Der Ausdruck „generative Grammatik“ wird in verschiedenen Bedeutungen gebraucht, und so hat die Bezeichnung „generative Linguistik“ teils unterschiedliche und teils ähnliche Bedeutungen.
Formal gesehen nennt man eine Grammatik dann generativ, wenn sie vollständig explizit ist: sie beinhaltet eine begrenzte Anzahl an Regeln, mit denen eine unbegrenzte Anzahl an grammatischen Sätzen produziert werden kann. Nicht regelgerechte Sätze schließt sie dabei aus. Diese Definition der generativen Grammatik stammt von Noam Chomsky, durch den der Begriff bekannt geworden ist. Heute beziehen sich auch die meisten linguistischen Wörterbücher in diesem Sinne auf die generative Grammatik. Der Begriff des „Erzeugens“ grammatischer Sätze wird in eher theoretischem Sinne verwendet. Das heißt, eine Grammatik „erzeugt grammatische Sätze“, in dem sie dem jeweiligen Satz eine strukturelle Beschreibung zugrunde legt.
Im Allgemeinen wird der Begriff jedoch auch für jene Denkrichtung der Linguistik verwendet, die von Chomsky und seinen Anhängern bevorzugt wird. Dies stößt sowohl bei Chomsky selbst, als auch bei anderen Linguisten auf wenig Begeisterung. Für Chomskys Ansatz charakteristisch ist die Verwendung der generativen Transformationsgrammatik, einer Theorie, die sich seit ihrer Entstehung in Chomskys Syntactic Structures (1957) maßgeblich verändert hat. Des Weiteren richtet dieser Ansatz dem linguistischen Nativismus große Bedeutung ein, welcher besagt, dass gewisse Merkmale allen menschlichen Sprachen gemein sind. „Generative Linguistik“ meint oftmals die früheste Version der Chomsky'schen Transformationsgrammatik, die zwischen einer sprachlichen Tiefenstruktur und einer Oberflächenstruktur unterschied.
Chomsky veröffentlichte seine Theorie mit gleichzeitigen heftigen Angriffen auf alternative Theorien, insbesondere den Behaviorismus, wie er von B. F. Skinner 1957 in seinem Buch Verbal Behavior präsentiert worden war. Daher kann eine weitere Bedeutung des Begriffs der generativen Linguistik als „Anti-Skinner-Linguistik“, oder allgemeiner, als „Anti-Behaviorismus“ verstanden werden.
Die Psycholinguistik, die sich in den frühen 1960ern als Teil der allgemeinen Ausrichtung an der kognitiven Psychologie entwickelte, griff diese anti-behavioristische Haltung als positiv auf und übernahm zügig viele der Ideen Chomskys – so auch jene der generativen Grammatik. Im Zuge ihrer weiteren Entwicklung fanden jedoch sowohl die kognitive Psychologie als auch die Psycholinguistik wenig Verwendung für die generative Linguistik, nicht zuletzt auch deshalb, weil Chomsky wiederholt betonte, dass er niemals beabsichtigte, die mentalen Prozesse, auf Grundlage derer der Mensch Sätze produziert oder gehörte oder gelesene Sätze analysiert, genauer zu benennen.
Die kognitive Linguistik entwickelte sich in den späteren Jahren des 20. Jahrhunderts als Alternative zur generativen Linguistik. Die kognitive Linguistik versucht, das Verständnis von Sprache mit Erkenntnissen über die biologische Funktionsweise spezifischer neuraler Netze zu vereinen. Der Hauptunterschied liegt hier mehr im praktischen Forschen als in der Philosophie: prinzipiell waren neurologische Fakten stets für generative Linguisten von Bedeutung, in der Praxis jedoch sah man diese oft als zu unschlüssig und interpretierbar an, um von allzu großem Nutzen sein zu können. Dennoch veröffentlichen einige Wissenschaftler (unter ihnen etwa Alec Marantz) ihre Arbeiten sowohl auf dem Gebiet der generativen Linguistik als auch der Neurolinguistik.
Chomsky und seine Anhänger wie der Evolutionspsychologe Steven Pinker verwenden die generative Grammatik für allgemeine Aussagen über die menschliche Existenz. Zum Beispiel postuliert Chomsky, dass technologische Entdeckungen ähnlich wie grammatische Regeln universell beschränkt sind und dass moderne Kunst deshalb derivativ erscheint, weil die Möglichkeit des künstlerischen Ausdrucks wie die Struktur der Sprache beschränkt ist. Pinker entwickelt in seinem Buch The Language Instinct die Theorie, dass es neben einer Universalgrammatik auch eine Universalkultur gibt. Menschen haben demnach eine Kultur, die sich nur oberflächlich lokal unterscheidet genauso wie alle Sprachen laut Chomsky auf einer Grammatik mit jeweils oberflächlichen Unterschieden basieren.